# ويليام جاي كارني
ويليام جاي كارني (بالإنجليزية: William J. Carney)‏ هو عسكري أمريكي، ولد في 27 يناير 1927، وتوفي في 1 أبريل 2010.